# 新編会津風土記
『新編会津風土記』（しんぺんあいづふどき）は、会津藩官選による会津藩領に関する地誌。全120巻。1803年（享和3年）から1809年（文化6年）にかけて編纂され、江戸幕府に上進された。

## 概要
巻之一（提要之一）から巻之百二十（外篇下野国塩屋郡）までの120巻から構成されている。冒頭には、会津松平家7代藩主松平容衆の自序があり、藩内古文書、領内（陸奥国会津郡、耶麻郡、大沼郡、河沼郡、安積郡福良組、越後国蒲原郡、魚沼郡、下野国塩谷郡川島組）の界域、山川、原野、土産、関梁、水利、郡署、倉廩、神社、寺院、墳墓、古蹟、釈門、人物、旧家、褒善の16部門にわたり記述されている。
江戸幕府の地誌編纂事業のモデル的役割を果たすものとして編纂された地誌であると同時に、江戸時代における日本の地誌の代表とされる。

## 所蔵
写本全120巻を所蔵している図書館
- 会津若松市立会津図書館
- 福島県立図書館
- 内閣文庫
- 京都大学

## 主な活字本
- 『新編会津風土記』13巻 若松市萬翠堂（1893-1901年）
- 「大日本地誌大系」30-34 雄山閣（1932-1933年）
- 「福島県史料集成」1-3 福島県史料集成刊行会（1952年）
- 「大日本地誌大系」25-29 雄山閣（1962年）
- 『新編会津風土記』5巻 雄山閣（1975年）
- 『新編会津風土記』5巻 歴史春秋出版（1999-2003年）